# Замошки (Дновский район)
Замошки — деревня в Дновском районе Псковской области России.  Входит в городское поселение Дно.
Расположена в северной части района, в 10 км к северо-востоку от районного центра, города Дно,  на железной дороге Дно — Сольцы — Санкт-Петербург (остановочный пункт 238 км).

## Население
| 2001 | 2002 | 2010 |
| ---- | ---- | ---- |
| 81   | ↘47  | ↘33  |

Численность населения деревни составляла на 2000 год — 81 человек, на 2010 год — 47 человек.

## История
До 2005 года входила в состав Замошской волости (с центром в д. Лукомо), с 2006 до 2015 года — в состав Лукомской волости.